# Steinkreis von Harkmark

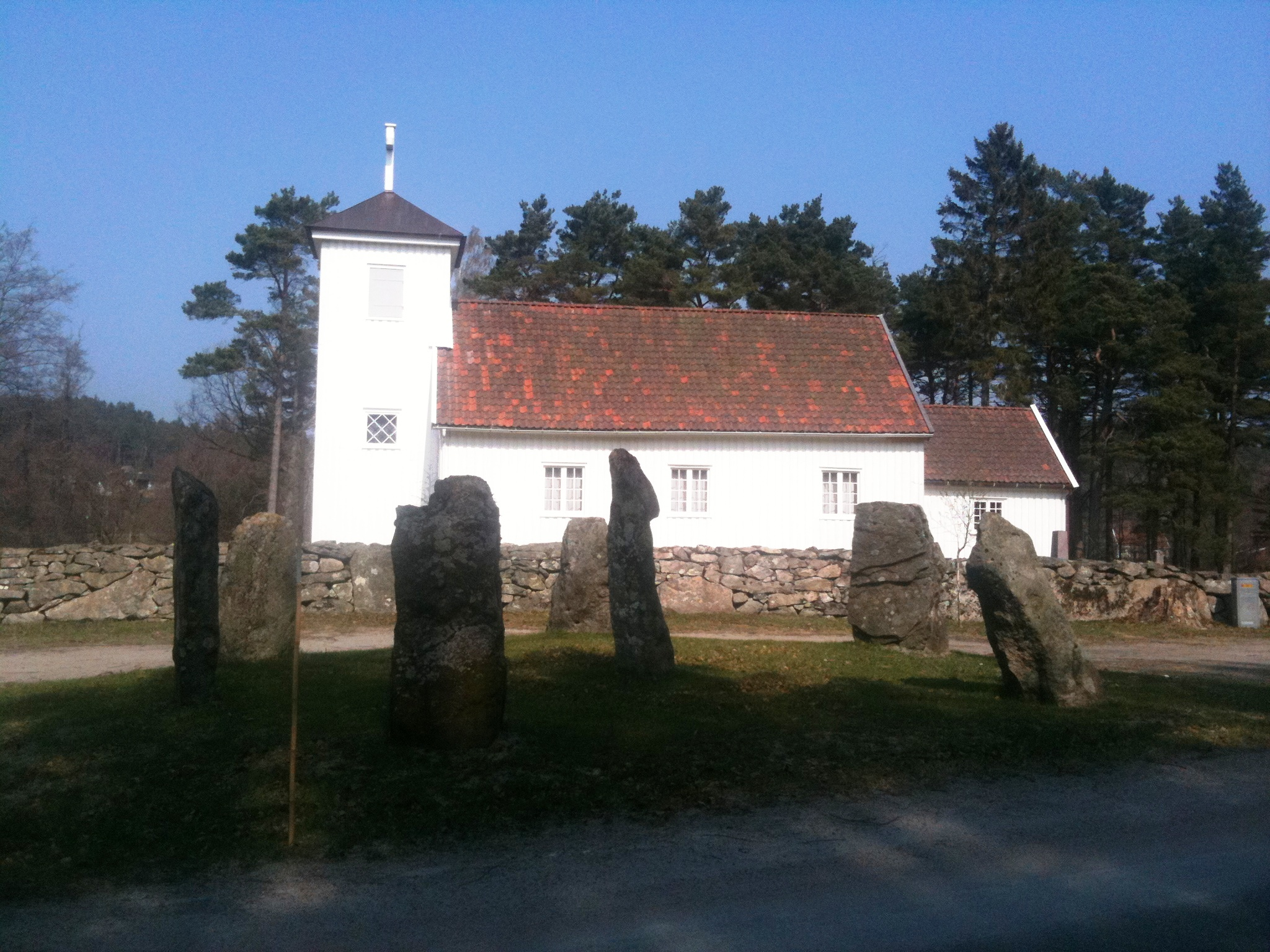
Steinkreis von Harkmark

Der Steinkreis von Harkmark ist das südlichste Megalithmonument in Norwegen. Er steht am Tregdeveien im Weiler Harkmark, östlich von Mandal im Fylke Agder. Der Steinkreis befindet sich wenige Meter von der Straße am Rande des Parkplatzes der alten Kirche von Harkmark auf einem 0,5 m hohen Rundhügel von etwa 6,0 Meter Durchmesser.
Er besteht aus einem Ring von sechs Menhiren und einem Stein in der Mitte des Kreises. Der leicht zur Seite geneigte Mittelstein ist etwa 1,6 Meter hoch, 30 cm breit und 20 cm dick. Die Oberseite ist breiter als die Basis und es sieht so aus, als hätte der Stein einen kleinen „Kopf“ oder eine „Nase“. Die sechs Steine im Kreis sind 1,15 bis 1,25 Meter hoch, 50 bis 80 cm breit und 20 bis 50 cm dick. Der Abstand zwischen den Steinen beträgt etwa 3,0 Meter. Alle Steine waren zeitweise aus dem Kreis entfernt und in lokalen Zäunen verwendet worden. In den 1950er Jahren wurden sie an ihre ursprüngliche Position zurückversetzt.
Ein Bautastein steht etwa 10,0 Meter vom Steinkreis nur ein paar Zentimeter von der Wand entfernt neben einem Nebengebäude der Kirche. Es ist etwa 1,35 cm hoch, 35 cm breit und 20 cm dick.
In der Nähe stehen der Runenstein von Hogganvik und die Bautasteine Einars Mål und Rösesteinen.